# Hiroshi Sugimoto

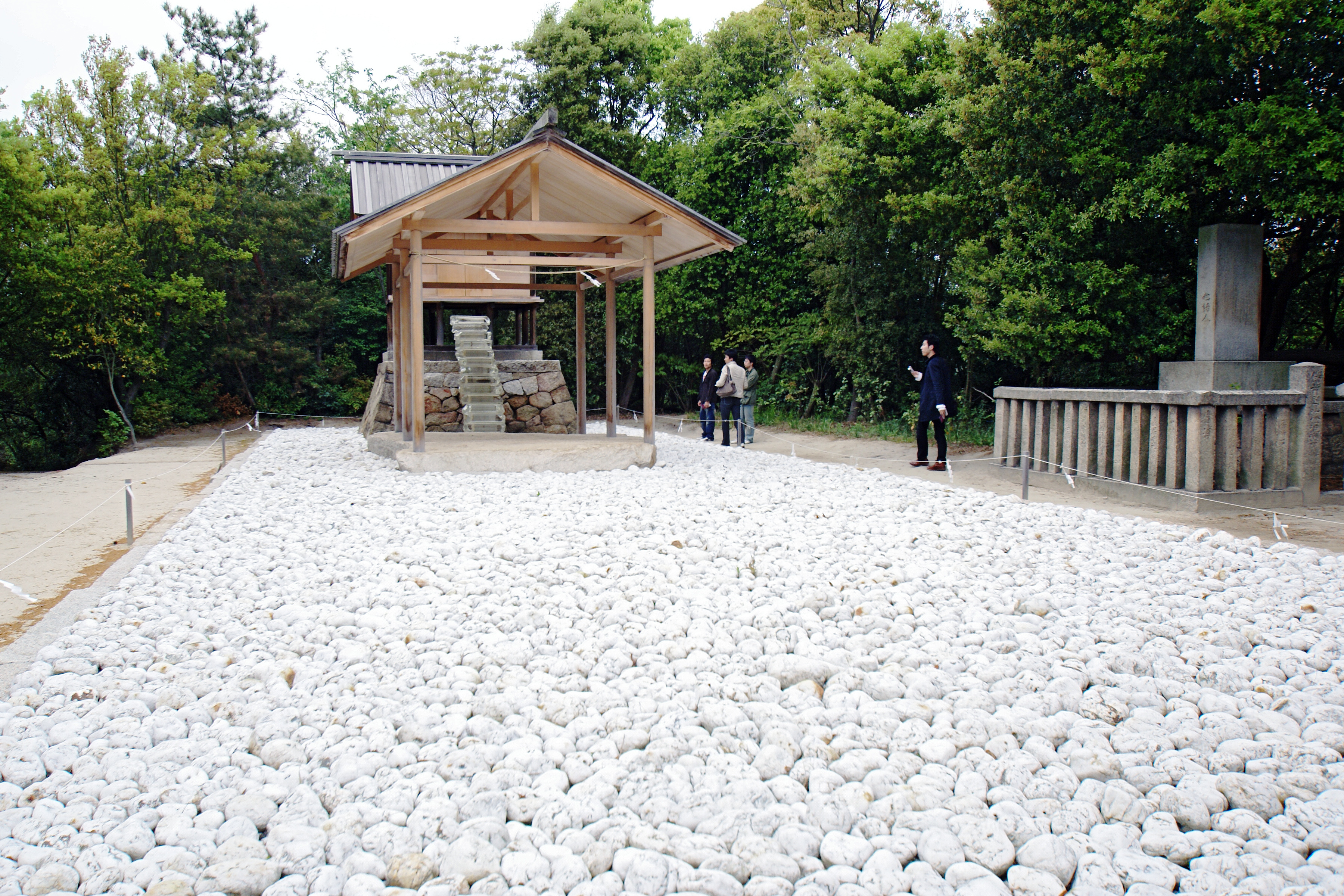
Art House Project i Naoshima, Kagawa prefektur, Japan.

Hiroshi Sugimoto (japanska: 杉本博司?, Sugimoto Hiroshi), född 23 februari 1948 i Tokyo, är en japansk fotograf. Han tilldelades Hasselbladpriset 2001.
Motiveringen för priset var följande: Hiroshi Sugimoto är en av vår tids mest respekterade fotografer. I sina huvudteman – de gränsöverskridande disciplinerna historia, konst, religion och vetenskap – har Hiroshi Sugimoto framgångsrikt kombinerat österländska meditativa idéer med västerländska kulturella motiv. Härmed har han under de senaste 25 åren framgångsrikt kunnat kommunicera med en publik världen över med hjälp av sina distinkta, omsorgsfullt komponerade fotografiska serier i svart-vitt. Inspirerad av renässansens måleri och det tidiga 1800-talsfotografiet har Hiroshi Sugimoto med sin storformatskamera skapat ett konstnärskap som betonar hans förkärlek för detaljer, hans mästerliga teknik och – inte minst – hans fascination över tidens paradoxer.[källa behövs]